# Осломей (община)
Осломей (на македонска литературна норма: Општина Осломеј) е община, разположена в западната част на Северна Македония със седалище едноименното село Осломей, съществувала от 1996 до 2013 г., когато е слята с Община Кичево.
Общината обхваща 17 села в северната част на Кичевското поле по течението на Заяската река на площ от 121,09 km2. Населението на общината е 10 420 (2002), предимно албанци, с гъстота от 86,05 жители на km2. Последен кмет на община Осломей е Фатмир Дехари.

## Структура на населението
Според преброяването от 2002 година община Осломей има 10 420 жители.
| Етническа принадлежност | Процент |
| македонци               | 1,06%   |
| албанци                 | 98,39%  |
| турци                   | 0,00%   |
| роми                    | 0,00%   |
| власи                   | 0,00%   |
| сърби                   | 0,00%   |
| бошняци                 | 0,01%   |
| други                   | 0,54%   |